# Topinka
Topinka je krajíc chleba, který je opečený dozlatova na rozpáleném sádle, ztuženém rostlinném tuku nebo rostlinném oleji, nebo jen na sucho opečený (na tzv. opékači topinek). Topinka se klasicky podává solená a lehce potřená česnekem. Může se podávat i s jinými přílohami, např. masovou směsí, tatarským biftekem, sázeným vejcem apod., potom může nést krajové názvy, např. Čertovo kopýtko (pálivá masová směs), Švejkovská (obložená šunkou, sýrem, nakládanou okurkou а volským okem), Šumavská (obložená míchanými vejci a nastrouhaným sýrem), atd.